# Svarthättad astrild
Svarthättad astrild (Estrilda atricapilla) är en fågel i familjen astrilder inom ordningen tättingar.

## Utbredning och systematik
Svarthättad astrild delas in i tre underarter:
- E. a. atricapilla – sydostligaste Nigeria till Kamerun, Gabon och nordvästra Kongo-Kinshasa
- E. a. avakubi – centrala Kongo-Kinshasa till nordöstligaste Angola
- E. a. marungensis – sydöstra Kongo-Kinshasa (Marungubergen)

## Status
Arten har ett stort utbredningsområde och beståndet anses stabilt. Internationella naturvårdsunionen IUCN listar den därför som livskraftig (LC).